# Abbey Wood

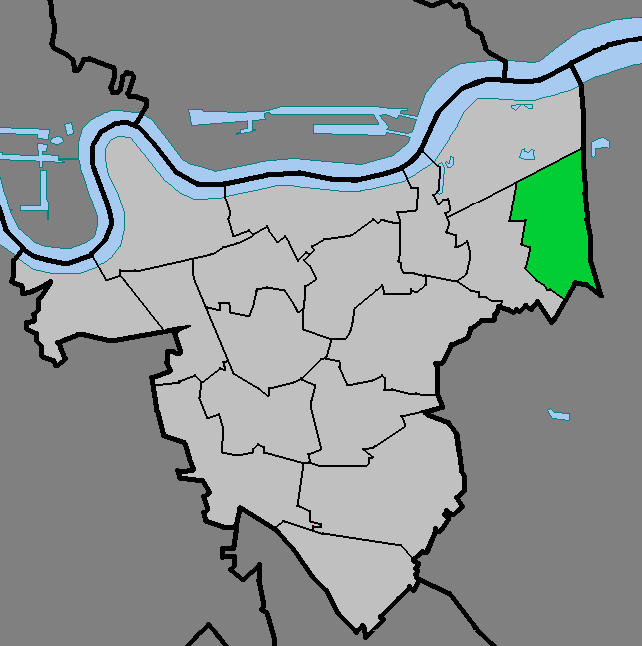
Phường của Abbey Wood (màu xanh lá) nằm trong khu Greenwich của Luân Đôn (màu xám nhạt)

Abbey Wood là một quận ở đông nam Luân Đôn, Anh, phần lớn nằm trong khu Greenwich của Luân Đôn, phần còn lại thuộc Khu Bexley của Luân Đôn. Abbey Wood có cự ly 9,3 dặm Anh (15 km) về phía đông Charing Cross.